# 2019年カナダ総選挙
2019年カナダ連邦議会選挙（2021ねんカナダそうせんきょ、英語: 2021 Canadian federal election）は、2019年10月21日にカナダで行われた議会（庶民院）議員（第43期）の総選挙である。

## 概要
ジャスティン・トルドー首相が9月11日に下院を解散したことに伴い実施された。前回選挙で大勝し約10年ぶりに与党に復帰した自由党に対し、保守党を始めとする野党各党がどこまで議席を伸ばせるか注目された。

## 選挙データ

### 内閣
- 選挙時：第1次トルドー内閣
  - 首相：ジャスティン・トルドー（第29代）
  - 与党：カナダ自由党
- 選挙後：第2次トルドー内閣
  - 首相：ジャスティン・トルドー（第29代）
  - 与党：カナダ自由党

### 解散日・公示日
- 2019年9月11日

### 投票日
- 2019年10月21日

### 改選数
- 338

### 選挙制度
- 単純小選挙区制

投票方法
秘密投票、単記投票、記号式
不在者投票制度：以下の条件に該当する有権者に対しては特別投票制度がある。
1. 国外に5年以上続けて居住し、選挙権を有するもので且つ、カナダに戻る意思のある者
2. 国内に居住しているものの、遠隔地に住んでおり、投票所が遠いなどの事情があって投票日に投票所に行けない者
3. カナダ国外に旅行や商用などで滞在中の者

選挙権
18歳以上のカナダ国民
被選挙権
18歳以上のカナダ国民
有権者数
27,373,058

## 選挙結果
| 政党               | 獲得議席 | 得票数    | 得票率 |
| ------------------ | -------- | --------- | ------ |
| 自由党             | 157      | 5,915,950 | 33.1%  |
| 保守党             | 121      | 6,155,662 | 34.4%  |
| ブロック・ケベコワ | 32       | 1,376,135 | 7.7%   |
| 新民主党           | 24       | 2,849,214 | 15.9%  |
| 緑の党             | 3        | 1,162,361 | 6.5%   |
| 無所属             | 1        | 75,836    | 0.1%   |

ジャスティン・トルドー首相率いる与党自由党が157議席を獲得し第1党を維持したものの、20議席減で過半数を下回った。野党第1党の保守党は26議席増の121議席を獲得し、得票率では自由党を上回った。新民主党は51議席減に終わった前回から更に得票を減らし、15議席減の24議席どまりで第4党に転落した。ブロック・ケベコワは前回から3倍以上の32議席を獲得し、第3党に浮上した。緑の党は1議席増の3議席を獲得した。
自由党が第1党を維持したことでトルドー首相の続投が確実となった一方、過半数割れしたことで連立政権の樹立も予想されたが、トルドー首相は10月23日、自由党単独の少数与党政権を発足させる意向を示した。
| 州名                           | 定数 | 党派 | 党派 | 党派 | 党派   | 党派 | 党派   |
| 州名                           | 定数 | 自由 | 保守 | ケベ | 新民主 | 緑   | 無所属 |
|                                | 338  | 157  | 121  | 32   | 24     | 3    | 1      |
| ------------------------------ | ---- | ---- | ---- | ---- | ------ | ---- | ------ |
| ブリティシュコロンビア         | 42   | 11   | 17   | -    | 11     | 2    | 1      |
| アルバータ                     | 34   | 0    | 33   | -    | 1      | 0    | 0      |
| サスカチュワン                 | 14   | 0    | 14   | -    | 0      | 0    | 0      |
| マニトバ                       | 14   | 4    | 7    | -    | 3      | 0    | 0      |
| オンタリオ                     | 121  | 79   | 36   | -    | 6      | 0    | 0      |
| ケベック                       | 78   | 35   | 10   | 32   | 1      | 0    | 0      |
| ニューブランズウィック         | 10   | 6    | 3    | -    | 0      | 1    | 0      |
| ノバスコシア                   | 11   | 10   | 1    | -    | 0      | 0    | 0      |
| プリンスエドワードアイランド   | 4    | 4    | 0    | -    | 0      | 0    | -      |
| ニューファンドランドラブラドル | 7    | 6    | 0    | -    | 1      | 0    | -      |
| ユーコン                       | 1    | 1    | 0    | -    | 0      | 0    | -      |
| ノースウェスト                 | 1    | 1    | 0    | -    | 0      | 0    | -      |
| ヌナブト                       | 1    | 0    | 0    | -    | 1      | 0    | -      |

自由党は全ての州で議席が減少もしくは横ばいとなり、議席を増やした州は無かった。一方の保守党は7州で議席を増やし、特にブリティッシュコロンビア州とマニトバ州では自由党から第1党の座を奪った。新民主党はケベック州で15議席を失って大敗したほか、定数の多い州での議席減が目立った。同州では自由党と保守党も議席を減らした一方、ブロック・ケベコワが22議席を増やし第2党に浮上する健闘を見せた。